# 贾武仲
贾武仲（36年—64年8月22日），南阳郡冠军县（今河南省邓州市西北）人，东汉政治人物，胶东侯贾复第五子，汉章帝的外祖父。
贾武仲是光武中興云台二十八将第三位胶东侯贾复的第五子，兄弟有胶东侯贾忠、胶东侯贾邯、即墨侯贾宗。贾武仲和马援的女儿马姜育有四女：长女与次女为汉明帝的贵人，罗振玉认为汉章帝的生母賈貴人即其中之一；马姜第三女嫁给鬲侯朱某；第四女嫁给阳泉侯刘某。汉明帝永平七年七月廿一日（64年8月22日），贾武仲去世，时年二十九岁。